# 久保田篤
久保田 篤（くぼた あつし、1959年10月26日 - ）は、日本のタレント、パチプロ。福岡県出身。九州工業高等学校（現・真颯館高等学校）卒業。
所属事務所はファーストライン。かつては田辺エージェンシーやプロマージュに所属していた。
マンション久保田名義でも活動する。

## 来歴・人物
1980年、日本テレビのオーディション番組『スター誕生!』に挑戦、第33回決戦大会で合格。田辺エージェンシーからスカウトされるが、番組を通じてのデビューはならなかった。
同年10月、『タモリの突撃ナマ放送』（1981年6月終了）で番組アシスタントを務める。
1982年10月、『笑っていいとも!』にて、初代いいとも青年隊（1985年3月まで）として野々村誠（現・野々村真）、羽賀健二（現・羽賀研二）と共にデビューした。
パチプロでもあり、現在ではそれを本業として、漫画の執筆やCS放送のパチンコ番組、パチンコ雑誌での攻略法伝授などをしている。パチンコの腕はいいとも青年隊当時から群を抜いており、野々村曰く「僕らが収入の無い頃は、あっちゃんにパチンコで食わせてもらった」というほど。その腕前は、パチンコの収入でマンションを2軒購入したほどであり、別名マンション久保田とも呼ばれる。『とんねるずの生でダラダラいかせて!!』では同名で出演し、「風車は左」「パチンコ店に入る時は右足から」を口癖としていた。
いいとも青年隊時代からパチンコに熱中しすぎたがため、当時のプロデューサーから自粛するよう厳しく叱責を受けていたという。またいいとも青年隊活動当時、写真週刊誌『FOCUS』にパチンコ店に開店前から並ぶ芸能人（アイドル）と見出しを出されたこともある。2014年3月現在、タレント業と並行して、母親の実家がある大分を拠点にパチプロとして活動している。
いいとも青年隊の頃に知り合った6歳年下の女性と、約20年の交際を経て結婚。1999年（平成11年）12月31日に入籍した。
現在はファーストライン所属。

## 出演

### バラエティ
- タモリの突撃ナマ放送（東京12チャンネル（現・テレビ東京））
- 笑っていいとも!（フジテレビ）
- タケちゃんの思わず笑ってしまいましたPart8（1986年、フジテレビ）
- とんねるずの生でダラダラいかせて!!（1995年、日本テレビ）
- HEY!HEY!HEY! MUSIC CHAMP（フジテレビ）
- うたばん（TBS）
- マンション久保田の読釘術は俺に聞け!（パチ・スロ サイトセブンTV）
- ぱちロケ（青森テレビ） - 「マンション久保田」として。
- 爆報! THE フライデー（2013年、TBS）

### テレビドラマ
- ぼくらの時代（1981年、TBS） - 歌衛門
- 思えば遠くへ来たもんだ（1981年 TBS） - 門脇金男
- 大江戸捜査網 第410話「女隠密 春香の恋」（1981年 テレビ東京） - 政吉
- ひまわりの歌（1981年11月13日-1982年5月28日 TBS）
- 東芝日曜劇場「そして、春たけなわ」（1982年4月18日 CBC）
- 月曜ドラマランド（フジテレビ）
  - いじわる看護婦5（1984年3月26日）
  - いいとも青年隊のキャンパス・クロッキー（1984年6月11日）
  - もーれつア太郎（1985年5月20日） - 主演・山田ア太郎
  - おニャン子学園危機イッパツとんだ放課後（1986年5月12日）
  - 結婚ゲーム2（1986年6月30日）
  - 月とスッポン（1986年9月8日）
  - スケバン保母さんツッパリ風雲録（1987年7月6日）
- 太陽にほえろ!（日本テレビ）
  - 第647話「護送車強奪」（1985年5月3日） - 島田リョウジ
  - 第714話「赤ちゃん」（1986年10月17日） - 江藤真次
- 夏・体験物語1 第5話・第6話（1985年 TBS）
- トライアングル・ブルースペシャル1（1986年1月3日 テレビ朝日）
- 金曜女のドラマスペシャル「心はロンリー、気持ちは「…」III」（1986年2月21日 フジテレビ）
- 私鉄沿線97分署 第84話「愛の逃亡・サファリでチョン!」（1986年 テレビ朝日）
- どうぶつ通り夢ランド 第16話（1986年 - 1987年 テレビ朝日）
- 木曜ゴールデンドラマ「春の姉妹」（1987年1月1日 読売テレビ）
- 土曜ワイド劇場（テレビ朝日）
  - 迷探偵記者羽鳥雄太郎と駆出し女刑事III（1987年4月4日）
  - 混浴露天風呂連続殺人16美乳ギャル奥信濃秘湯めぐり（1996年12月21日 ABC制作）
  - 牟田刑事官VS終着駅の牛尾刑事 合同捜査（エネミイ）（2001年12月29日）
  - 牟田刑事官VS終着駅の牛尾刑事そして事件記者冴子 レッドライト（2003年12月27日）
  - 第一級殺人弁護3「横浜の肝っ玉かあさん殺人事件」（2005年3月19日）
  - 牟田刑事官事件ファイル - 君塚尚役
- 裸の大将放浪記22 清と赤い自転車（1987年5月24日 関西テレビ）
- ドラマ23「ひと夏の体験」（1988年8月29日-9月1日 TBS）
- 土曜ドラマスペシャル「差し入れ屋さん物語 拘置所とシャバを結ぶ悲喜こもごもの交差点」（1989年1月28日 TBS）
- 連続テレビ小説「青春家族」（1989年 NHK）
- あいつがトラブル 第13話（1990年 フジテレビ）
- 付き馬屋おえん事件帳1 第8話（1990年 テレビ東京）
- ギャルハンター（1990年11月26日-30日 関西テレビ）
- 岡っ引どぶ 第1話「悪魔の小箱殺人事件」（1991年4月10日、フジテレビ）
- 青春の門（1991年4月11日-12日 テレビ東京）
- 代表取締役刑事 第44話「青春の光と影」（1991年 ANB） - 小野田ゆうじ
- 大岡越前・第12部 第5話「瞼の父は盗っ人だった」（1991年11月11日 TBS） - 千吉
- 新選組 池田屋の血闘（1992年10月2日 TBS）
- 家政婦は見た! 第11作 「命を張った好奇心 秋子が惚れた極道の危険な秘密」（1992年10月3日 テレビ朝日）
- 愛しの刑事 第2話（1992年 テレビ朝日） - 式根淳史
- 刑事貴族3 第26話（1992年12月25日 日本テレビ）
- 花王愛の劇場「夏は秘密がいっぱい!」（1994年 TBS）
- お嬢さまトラベル騒動 トマムでカップリング作戦（1994年9月6日 ABC）
- 暴れん坊将軍VI 第19話「五千両の恋泥棒!」（1995年 テレビ朝日） - 仁吉
- 江戸を斬るVIII（TBS / C.A.L）
  - 第12話「情に泣いた娘掏摸」（1994年4月18日） - 千次
  - 第23話「凶賊が探す女の謎」（1994年） - 直助
- 火曜サスペンス劇場（日本テレビ）
  - 刑事・鬼貫八郎シリーズ
    - 4「ゆすり」（1994年11月8日）
    - 9「沈黙の函」（1999年4月27日）

  - 「小京都ミステリー13」（1995） - 山崎龍次
- 江戸の用心棒II 第13話「駆け落ち無情」（1996年 日本テレビ） - 峰吉
- 水戸黄門 第24部 第20話「駕籠屋と消えた黄門様-出雲-」（1996年2月5日 TBS） - 卯之吉
- 御家人斬九郎 第2シリーズ 第10話「おみなえし」（1997年、フジテレビ / 映像京都） - 山城屋清兵衛
- はるちゃん2（1998年 東海テレビ）
- はるちゃん3（1999年 東海テレビ）
- TRICK3 第9話 - 第10話（2003年 テレビ朝日） - 金井省吾

### 映画
- チ・ン・ピ・ラ　（1984年11月17日、プルミエ・インターナショナル・フジテレビ）
- 新極道の妻たち 惚れたら地獄（1994年1月15日、東映）
- ばっくれ（1995年5月26日、SEIYO INTERNATIONAL VIDEO）
- Zの回路 復讐の裏ゴト師（1996年3月2日、裏ゴト師製作委員会）
- 人間の翼 最後のキャッチボール（1996年6月29日、映画「人間の翼」をつくる会） - 石丸刀雄役
- どチンピラ16 おいしい獲物（1996年7月5日、SEIYO INTERNATIONAL VIDEO）
- 故郷（ふるさと）（1999年4月10日　「故郷」プロジェクト事務局） - 石井潤一役
- Codename:TOMOKO 〈TOMOKO　もっとも危険な女（2000年、パル企画・日本スカイウェイ） - 田口役
- あかね色の空を見たよ（2000年11月18日、中山映画）
- I am 日本人（2006年8月5日、2006「I am 日本人」製作委員会）

### ビデオ・DVD
- パチスロ一攫千金 〜パチンコ物語番外篇〜（1993年8月27日）
- 発覚!CR大工の源さん永久連チ（1996年12月6日、ビデオメーカー）
- マンション久保田の独占CRF、ビックパワフルFX 完全攻略バトル（1997年5月2日、アイエム）
- マンション久保田のCR将軍ちゃま3 確変誘発ツー・スリー打法!（1997年11月28日、ビデオメーカー）

### 舞台
- にんじん

### ゲーム
- 街 〜運命の交差点〜（1998年、チュンソフト） - クマ野健太役

#### CM
- サッポロ一番 - カップ焼きそば(1982年頃)

## 著書
- 『俺はパチンコでマンションを買った - "いいとも流"パチンコ必勝の五原則』（ポケットブック社、1996年、ISBN 978-434114110-3
- 『久保田篤のパチンコで月100万円稼ぐ本-大開放!1日10回の大当たり打法!』（ぱる出版、1997年6月、ISBN 4893865846 [ISBN 978-4893865847]）
- 『パチンカーアツシ ドンキーコミックス』（綜合図書、1999年7月、土山しげる著、ISBN 4-915450-23-6）監修
- 『パチンカーアツシ 第2集 芸能界一のパチプロ編 ドンキーコミックス』（綜合図書、2001年8月、土山しげる著、ISBN 4-915450-37-6）監修